# 30055 Ajaysaini
30055 Ajaysaini è un asteroide della fascia principale. Scoperto nel 2000, presenta un'orbita caratterizzata da un semiasse maggiore pari a 2,3772967 UA e da un'eccentricità di 0,1412392, inclinata di 2,52867° rispetto all'eclittica.